# Supercoppa spagnola 1987 (pallacanestro maschile)
La Supercoppa spagnola 1987  è la 4ª edizione della Supercoppa spagnola di pallacanestro maschile.
La partita è stata disputata il 1º ottobre 1987 presso il Polideportivo Municipal de Vigo di Vigo tra il Barcellona, campione di Spagna 1986-87 e vincitore della Copa del Rey 1987, e il Joventut Badalona, finalista di Copa del Rey e di Liga ACB.

## Finale
| Arbitri: | Víctor Mas Ráfols Juan Carlos Mitjana |

| |            | |
| San Epifanio 23                                                                                             | Punti      | 20 Johnson, Villacampa                                                                                         |
| McDowell, Solozábal 1                                                                                       | Assist     | 2 Jofresa, Margall                                                                                             |
| McDowell, Trumbo 10                                                                                         | Rimbalzi   | 11 Meriweather                                                                                                 |
| 6 Sibilio• 7 Solozábal• 8 Trumbo• 9 McDowell• 15 San Epifanio 4 Jiménez• 11 Palacios• 12 Soler• 13 Martínez | Formazioni | 5 Jofresa• 6 Crespo• 8 Villacampa• 9 Johnson• 11 Meriweather 4 Ruf• 7 Margall• 10 Montero• 12 Morales• 13 Solè |
| Aíto García Reneses                                                                                         | Allenatori | Alfred Julbe                                                                                                   |